# クニア地域シギント工作センター
座標: 北緯21度28分32.99秒 西経158度3分4.16秒 / 北緯21.4758306度 西経158.0511556度

U.S. Department of Defense Central Security Service

クニア地域シギント工作センター（英: Kunia Regional SIGINT Operations Center） とは、アジア地域全体のシギント工作を統括し、通信傍受（盗聴）や暗号解読を行うアメリカ国家安全保障局（NSA）の地下軍事施設である 。略称はKRSOCで、クニア・トンネルや地域シギント工作センター・クニアと呼ばれることもある。ハワイ・オアフ島のキャンプ・クニアとウィーラー陸軍飛行場の間にあり、施設は厳重に警備されている。

## 歴史

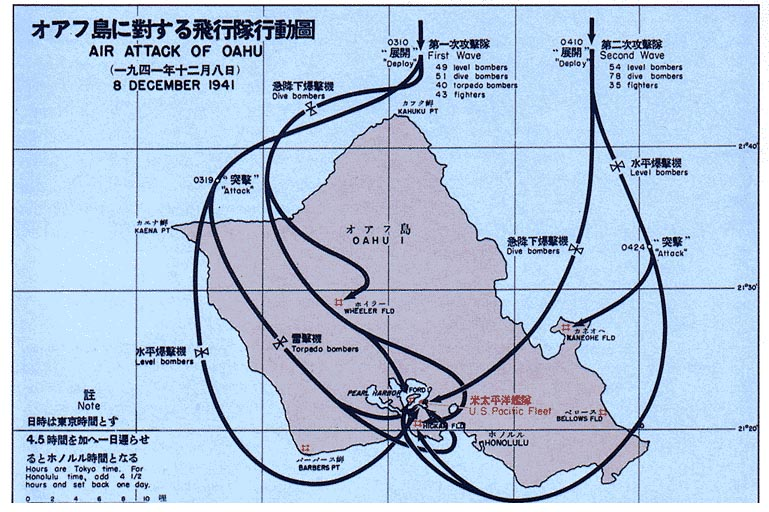
大日本帝国海軍攻撃隊の侵入経路図

ウィーラー飛行場（ホイラー飛行場）は真珠湾の北側に位置する飛行場である。1941年12月7日、真珠湾攻撃に向かう日本の第一次攻撃隊はオアフ島の北側から侵入し、一部は通り道のウィーラー飛行場を爆撃した。真珠湾攻撃の最初の戦場で、米軍が決死の反撃を試みたウィーラー飛行場の施設は今でも残っており、1987年にアメリカ合衆国国定歴史建造物に指定された。
ウィーラー飛行場に隣接するクニア地域シギント工作センターは、1944年に完成した三階建ての建物で、真珠湾攻撃の教訓から爆撃に備えて土をかぶせてある。建物の内部は隣接するウィーラー飛行場の飛行機組立工場になっていて、25万平方フィート（23000平方メートル）の開放隔室が設けられている。戦時中から様々な用途の作業スペースとして使われており、戦後はアメリカ太平洋軍の司令部（PACOM）やその情報部である太平洋統合情報センター（JICPAC）が入居し、真珠湾の手狭なオフィスを補完したと言う。築70年の古い建物だが、三度の大改修を行なって生物・化学・放射線防御対策を実施してあり、現在も暗号や諜報活動のために情報部が使用している。
2013年5月、この施設で働いていたエドワード・スノーデンが、機密文書をメモリースティックに入れて持ちだしてマスコミに渡し、NSAの大衆監視プログラムの存在を暴露した。この中にはトップシークレットのPRISM監視プログラムもあった。

## 部隊
NSAの本部はメリーランド州のフォート・ミード陸軍基地にあるが、この他に3つの地域シギント工作センター（RSOCs）があり、アジア地域を担当するのはクニアRSOCだと言われている。この他の工作センターはテキサス州のラックランド空軍基地のメディアナアネックスにあるメディナRSOCとジョージア州のフォート・ゴードン陸軍基地にあるフォートゴードンRSOCであり、前者はカリブ・中南米地域、後者は欧州・中東地域を担当していると言われる。UKUSA協定国は全世界に多くの通信傍受基地を持ち、協定国を結ぶコンピューター・ネットワーク「エシュロン」で繋がっている。日本の三沢暗号業務センターやオーストラリアやニュージーランドの傍受基地、偵察衛星などで傍受した情報はエシュロンを通じて米国内のクニア地域シギント工作センターに送られて解読・分析され、UKUSA協定国の間で共有される。
この他にこの施設を使用しているのはアメリカ海軍情報局の海軍保安群（NSGA）のハワイ部隊やアメリカ陸軍情報保全コマンドの第500軍事情報旅団などである。第500軍事情報旅団の司令部は近隣のスコフィールドバラックス（en）にあり、もともとは日本のキャンプ座間に駐屯していた。この部隊は日本の定期刊行物を収集して分析したり、無線交信の分析などを行なっており、最上級准尉（CW5）に列せられるようなその道のスペシャリストが居る。なおスコーフィールド・バラックスには太平洋陸軍の主力戦闘部隊である第25歩兵師団が駐屯しており、ウィーラー飛行場には麾下の航空団も駐屯していて、陸軍の根拠地になっているようである。この施設では民間の派遣社員も働いており、エドワード・スノーデンはITコンサルティング会社のブーズ・アレン・ハミルトンに雇われて、NSAのシステム管理を行なっていたと言う。

## 移転
クニア地域シギント工作センターは移転計画が進んでいる。2007年にNSAはハワイ州に新施設を建設すると発表した。新施設は「ハワイ地域セキュリティー・オペレーション・センター」（英: Hawaii Regional Security Operations Center）と呼ばれ、25万平方フィートの建物で、契約金額は3億1800万ドルだと言われていた。また建設予定地は近隣のホイットモア・ビレッジにあり、海軍太平洋地域コンピューターおよび遠距離通信基幹局（NCTAMS PAC）のアンテナ施設跡地だと言われていた。
2012年に新施設がワヒアワやホイットモア・ビレッジの北側に完成した。新施設はミッドウェー海戦の勝利に貢献したジョセフ・ロシュフォールにちなんで、キャプテン・ジョセフ・J・ロシュフォール・ビルディング（英: CAPT Joseph J. Rochefort Building）と名付けられた。予算総額は3億5800万ドルで、ヒッカム空軍基地の別館になった。
またNSAは同時期にテキサス州やジョージア州でも新施設の建設を発表しており、2011年にキャンプ・ウィリアムズ基地にユタ・データセンター（英: Utah Data Center）の建設が始まった。2012年にはジョージア暗号解読センター（英: Georgia Cryptologic Center）が完成した。

## 沿革
- 1941年 - 真珠湾攻撃
- 1942年 - 建設開始[4]
- 1944年 - 完成後に掩蔽壕化し、第30基地工兵大隊の地図印刷工場になった[4]
- 終戦後 - 空軍の施設になった[4]
- 1953年から1960年代初頭 - 170万ドルで秘密施設に改修し、アメリカ太平洋軍の司令部になった[4]
- 1966年 - 生物・化学・放射線防御対策を実施[4]
- 1976年 - 共通役務庁（英語版）が民間に売却を検討[4]
- 1980年 - 陸軍の施設になった[4]
- 1986年 - エアコン付き兵舎が完成し、二個大隊が入居[4]
- 1993年 - クニア地域シギント工作センターになった[4]
- 1995年 - 海軍保安群のクニア部隊が駐屯[4]
- 2007年 - NSAがハワイ州やテキサス州、ジョージア州で新施設の建設を発表[13][15][16]
- 2012年 -「ジョセフ・J・ロシュフォール」ビルが完成[14]
- 2013年 - エドワード・スノーデンが施設から機密文書を持ち出して監視の実態を暴露